# Monochrome Display Adapter
MDA neboli Monochrome Display Adapter je první varianta grafické karty pro počítače IBM PC. Nepodporovala grafické režimy, pouze textový režim 80 sloupců a 25 řádků v monochromatickém zobrazení. Pozdější grafické karty tento standard zpětně podporovaly, popřípadě ponechaly rozlišení a zvýšily počet barev (textové režimy EGA 80×25 s 16 barvami), takže tento režim přetrval nástup aplikací v GUI a osobní počítače jej používají dodnes (například při zobrazení informací po zapnutí či rebootu počítače – Power On Self Test). Znaky v tomto textovém režimu (nebo pozdějších) odpovídají standardu ASCII a jsou uloženy v paměti BIOSu. Měly rozlišení buď 8×16 bodů (pro 400 rozkladových řádků) nebo 9×14 (pro 350 řádků). Je Také známo že je tento systém grafické karty lepší než jeho nástupce CGA protože tento grafický adaptér má jiné rozlišení písmen takže je text lépe čitelný .